# Cours-la-Ville
Cours-la-Ville (auch: Cours-La Ville) ist eine Commune déléguée in der französischen Gemeinde Cours mit 3.565 Einwohnern (Stand: 1. Januar 2022) im Département Rhône in der Region Auvergne-Rhône-Alpes.
Mit Wirkung vom 1. Januar 2016 wurden die früheren Gemeinden Cours-la-Ville, Pont-Trambouze und Thel zur Commune nouvelle Cours zusammengelegt. Sie hat seither den Status einer Commune déléguée. Die Gemeinde Cours-la-Ville gehörte zum Arrondissement Villefranche-sur-Saône und zum Kanton Thizy-les-Bourgs.

## Geographie
Cours-la-Ville liegt etwa 65 Kilometer nordwestlich von Lyon am Fluss Trambouze. Umgeben wird Cours-la-Ville von den Nachbarorten Belmont-de-la-Loire im Norden, Thel im Osten, Saint-Vincent-de-Reins im Südosten, Mardore im Süden, Pont-Trambouze im Südwesten, Sevelinges im Westen sowie La Cergne und Écoche im Nordwesten.

## Bevölkerungsentwicklung
| Jahr      | 1962  | 1968  | 1975  | 1982  | 1990  | 1999  | 2006  | 2011  |
| Einwohner | 5.790 | 5.400 | 5.556 | 5.095 | 4.637 | 4.241 | 3.975 | 3.838 |

## Sehenswürdigkeiten
- Kirche Saint-Étienne, 1843 erbaut, seit 1983 Monument historique
- Schloss Estieugues

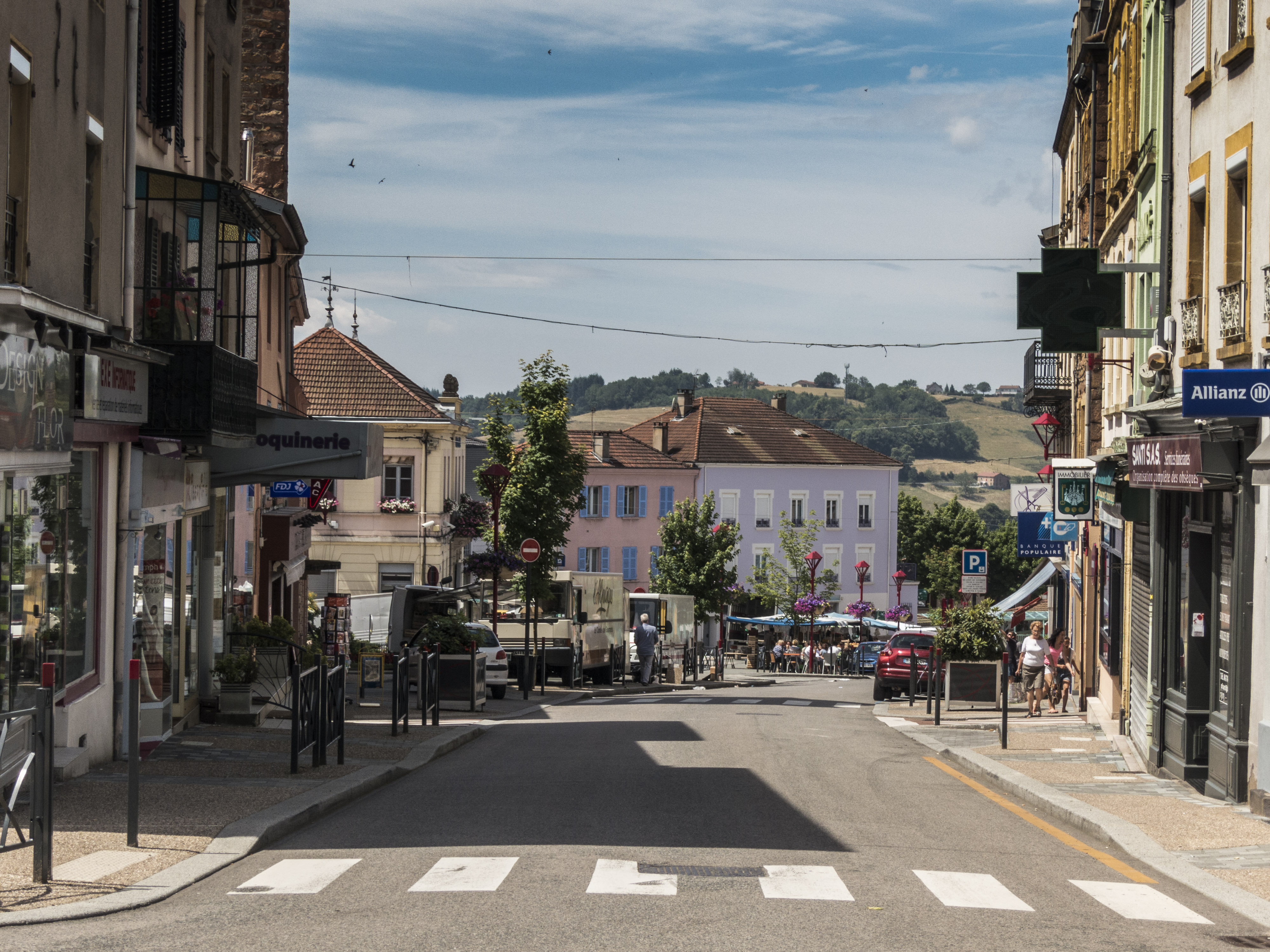
Blick Richtung Marktplatz
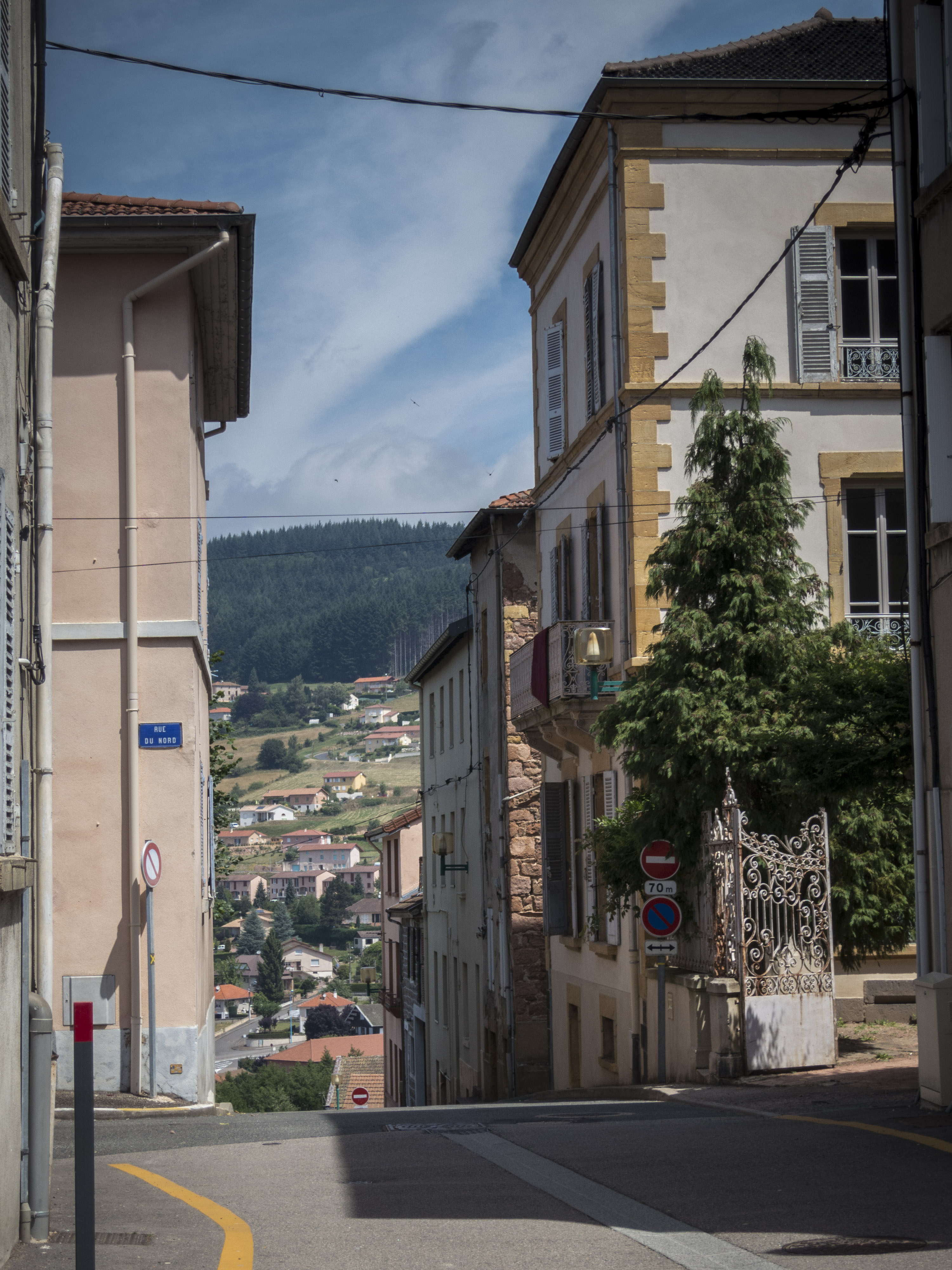
Straße in Cours-la-Ville

## Gemeindepartnerschaft
Mit der britischen Gemeinde Winslow in Buckinghamshire (England) bestand seit 1980 eine Partnerschaft.

## Persönlichkeiten
- Jordan Labrosse (* 2002), Radrennfahrer